# 웨이드 보텔러
웨이드 보텔러(Wade Boteler, 1888년 10월 3일 ~ 1943년 5월 7일)는 미국의 배우이다.

## 영화
- 더 어메이징 미시즈 홀리데이 (1943년)
- 돈 윈슬로 오브 더 네이비 (1942년)
- 싱 유어 워리스 어웨이 (1942년)
- 프라이벗 벅카루 (1942년)
- 마이 페이버릿 브론드 (1942년)
- 내 사랑 마녀 (1942년)
- 철완 짐 (1942년)
- 캐슬린 (1941년)
- 블루스 인 더 나잇 (1941년)
- 그린 호넷 2 (1941년)
- 잇 스타티드 위드 이브 (1941년)
- 하이 시에라 (1941년)
- 댄스, 걸, 댄스 (1940년)
- 캐슬 온 더 허드슨 (1940년)
- 그린 호넷 (1940년)
- 스프링 퍼레이드 (1940년)
- 그의 연인 프라이데이 (1940년)
- 벅 로저스 (1939년)
- 더 아시스 폴리스 오브 1939 (1939년)
- 이스트 사이드 오브 헤븐 (1939년)
- 에브리씽스 온 아이스 (1939년)
- 쓰리 스마트 걸 그로우 업 (1939년)
- 세인트 루이스 블루스 (1939년)
- 허클베리 핀의 모험 (1939년)
- 스미스씨 워싱톤 가다 (1939년)
- 포효하는 20년대 (1939년)
- 데어 올웨이스 어 우먼 (1938년)
- 파리의 분노 (1938년)
- 유어 어 스윗하트 (1937년)
- 굿바이 마이 라이프 (1937년)
- 단 한 번뿐인 인생 (1937년)
- 스타 이즈 본 디 오리지널 (1937년)
- 시카고 (1937년)
- 하층민(영어판) (1936년)
- 워킹 데드 (1936년)
- 딤플스 (1936년)
- 찰리 챈 앳 더 서커스 (1936년)
- 쓰리 스마트 걸스 (1936년)
- 명랑한 사기 (1935년)
- 고잉 투 타운 (1935년)
- 렉클리스 (1935년)
- 멜로디 트레일 (1935년)
- 새디 맥키 (1934년)
- 체인드 (1934년)
- 브라이트 아이즈 (1934년)
- 홀드 유어 맨 (1933년)
- 다이아몬드 릴 (1933년)
- 식은 죽 먹기 (1933년)
- 퀸 크리스티나 (1933년)
- 더 선-도터 (1932년)
- 로컬 보이 메이키스 굿 (1931년)
- 퍼제스트 (1931년)
- 아이언 맨 (1931년)
- 탑 스피드 (1930년)
- 데블스 홀리데이 (1930년)
- 네이비 블루스 (1929년)
- 클로즈 하모니 (1929년)